# Elena Turysheva
Elena Turysheva (en russe : Елена Леонидовна Турышева, Elena Leonidovna Tourycheva) est une fondeuse russe, née le 29 janvier 1986 à Sverdlovsk.

## Biographie
En Coupe du monde, elle obtient son meilleur résultat en janvier 2010 à Rybinsk, où elle est huitième en sprint libre.
Elle est sélectionnée pour les Jeux olympiques d'hiver de 2010, où elle est 35e en sprint classique. Elle arrête sa carrière sportive quelques mois après.

## Palmarès

### Jeux olympiques
| Épreuve / Édition | Sprint                           | Sprint    | 10 km | 10 km                            | Skiathlon 2 × 7,5 km | 30 km | Relais | Relais   |
| Épreuve / Édition | libre                            | classique | libre | classique                        | Skiathlon 2 × 7,5 km | 30 km | Sprint | 4 × 5 km |
| JO 2010 Vancouver | Épreuve inexistante à cette date | 35e       | —     | Épreuve inexistante à cette date | —                    | —     | —      | —        |

Légende :
- : pas d'épreuve
- — :  Épreuve non disputée par Elena Turysheva

### Coupe du monde
- Meilleur classement général : 50e en 2009.
- Meilleur résultat individuel : 8e.

| Saison / Épreuve | Général' | Général' | Distance | Distance | Sprint | Sprint |
| ---------------- | -------- | -------- | -------- | -------- | ------ | ------ |
| Saison / Épreuve | Place    | Points   | Place    | Points   | Place  | Points |
| 2009             | 50e      | 89       | 58e      | 15       | 36e    | 74     |
| 2010             | 70e      | 72       | —        | —        | 36e    | 72     |